# Вільябрас
Вільябрас (ісп. Villabraz) — муніципалітет в Іспанії, у складі автономної спільноти Кастилія-і-Леон, у провінції Леон. Населення — 125 осіб (2010).
Муніципалітет розташований на відстані близько 250 км на північний захід від Мадрида, 41 км на південь від Леона.
На території муніципалітету розташовані такі населені пункти: (дані про населення за 2010 рік)
- Алькуетас: 45 осіб
- Фафілас: 17 осіб
- Вільябрас: 63 особи

## Демографія
Динаміка населення (INE ):